# Fléac-sur-Seugne
Fléac-sur-Seugne is een gemeente in het Franse departement Charente-Maritime (regio Nouvelle-Aquitaine) en telt 319 inwoners (1999). De plaats maakt deel uit van het arrondissement Saintes.

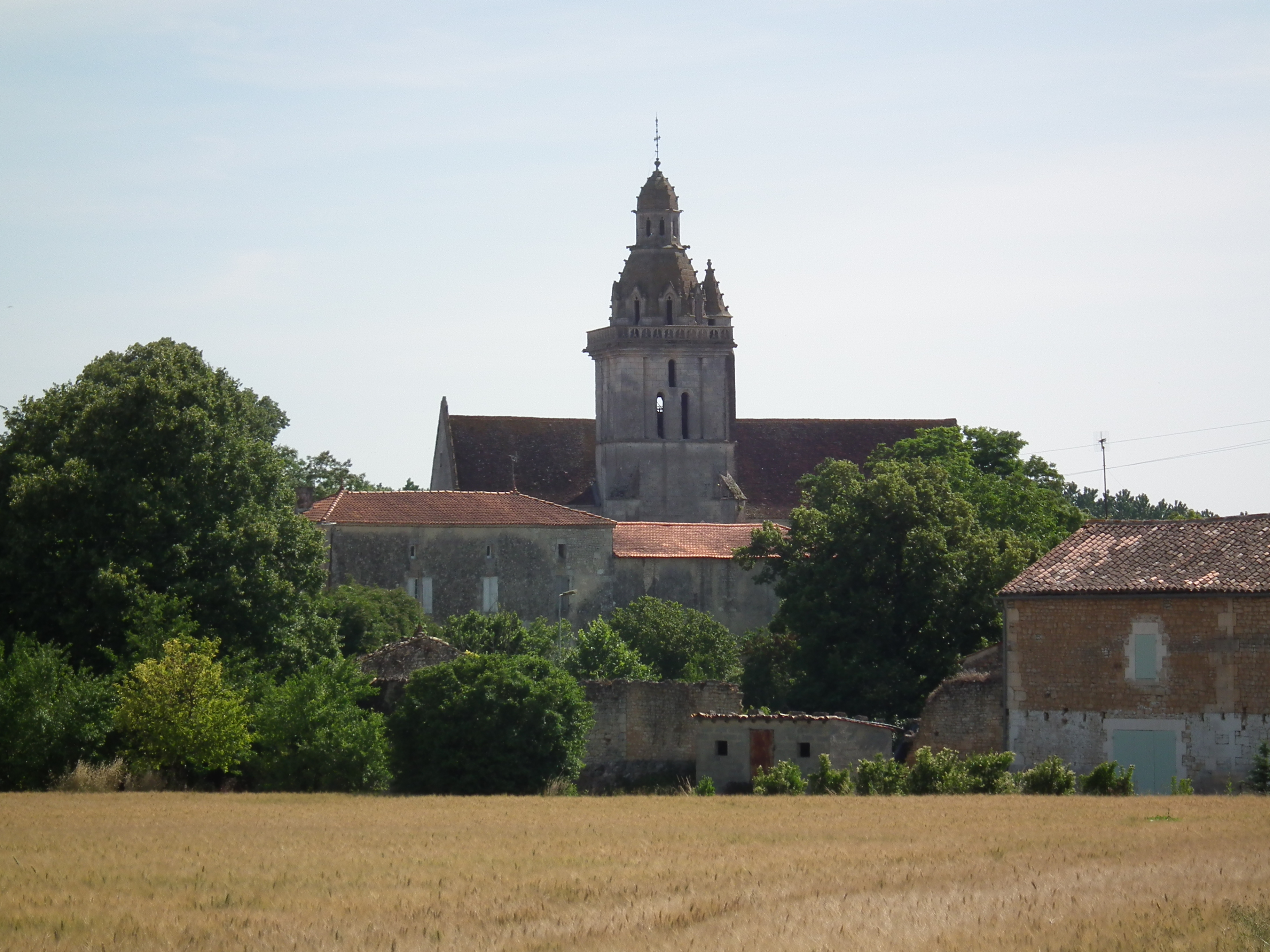
Fléac-sur-Seugne
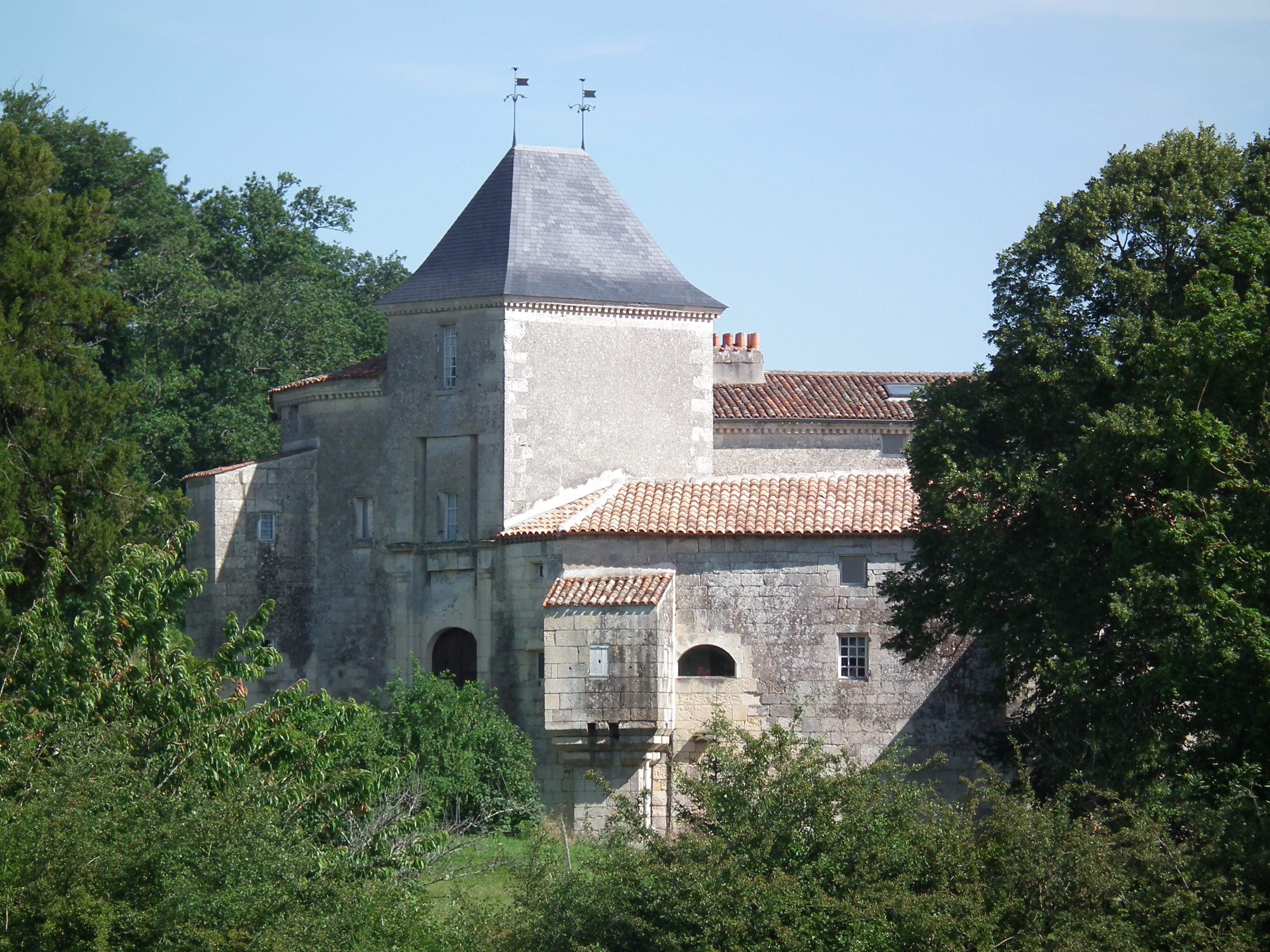
Kasteel d'Ardennes

## Geografie
De oppervlakte van Fléac-sur-Seugne bedraagt 8,3 km², de bevolkingsdichtheid is 38,4 inwoners per km².
De onderstaande kaart toont de ligging van Fléac-sur-Seugne met de belangrijkste infrastructuur en aangrenzende gemeenten.

## Demografie
Onderstaande figuur toont het verloop van het inwonertal (bron: INSEE-tellingen).